# Sanni Leinonen
Sanni Maaria Leinonen (Siilinjärvi, 8 november 1989) is een Finse voormalige alpineskiester die was gespecialiseerd in de reuzenslalom en de slalom. Ze nam eenmaal deel aan de Olympische Spelen en haalde hierbij geen medaille.  

## Carrière
Leinonen maakte haar wereldbekerdebuut in februari 2006 tijdens de reuzenslalom in Ofterschwang. Ze stond nog nooit op het podium van een wereldbekerwedstrijd.
Op de Olympische Winterspelen 2010 nam ze deel aan de reuzenslalom waar ze goed was voor een 30e plaats. Op de slalom haalde ze de finish niet tijdens de eerste run.

## Resultaten

### Titels
Fins kampioene super G - 2007
Fins kampioene supercombinatie - 2009
Fins kampioene slalom - 2010

### Wereldkampioenschappen
| Jaar | Plaats      | Resultaten                  |
| ---- | ----------- | --------------------------- |
| 2007 | Åre         | 30e Slalom 31e Reuzenslalom |
| 2009 | Val-d'Isère | 11e Slalom 21e Reuzenslalom |

### Olympische Spelen
| Jaar | Plaats    | Resultaten                   |
| ---- | --------- | ---------------------------- |
| 2010 | Vancouver | 30e Reuzenslalom DNF1 Slalom |

### Wereldbeker

#### Eindklasseringen
| Seizoen   | Algm | SL  | RS  | SC  |
| --------- | ---- | --- | --- | --- |
| 2006/2007 | 69e  | 23e | 50e | -   |
| 2007/2008 | 118e | 52e | -   | -   |
| 2008/2009 | 85e  | 35e | 47e | 48e |
| 2009/2010 | 61e  | 20e | 45e | -   |
| 2010/2011 | 101e | 40e | -   | -   |